# Hauptpostamt Spandau

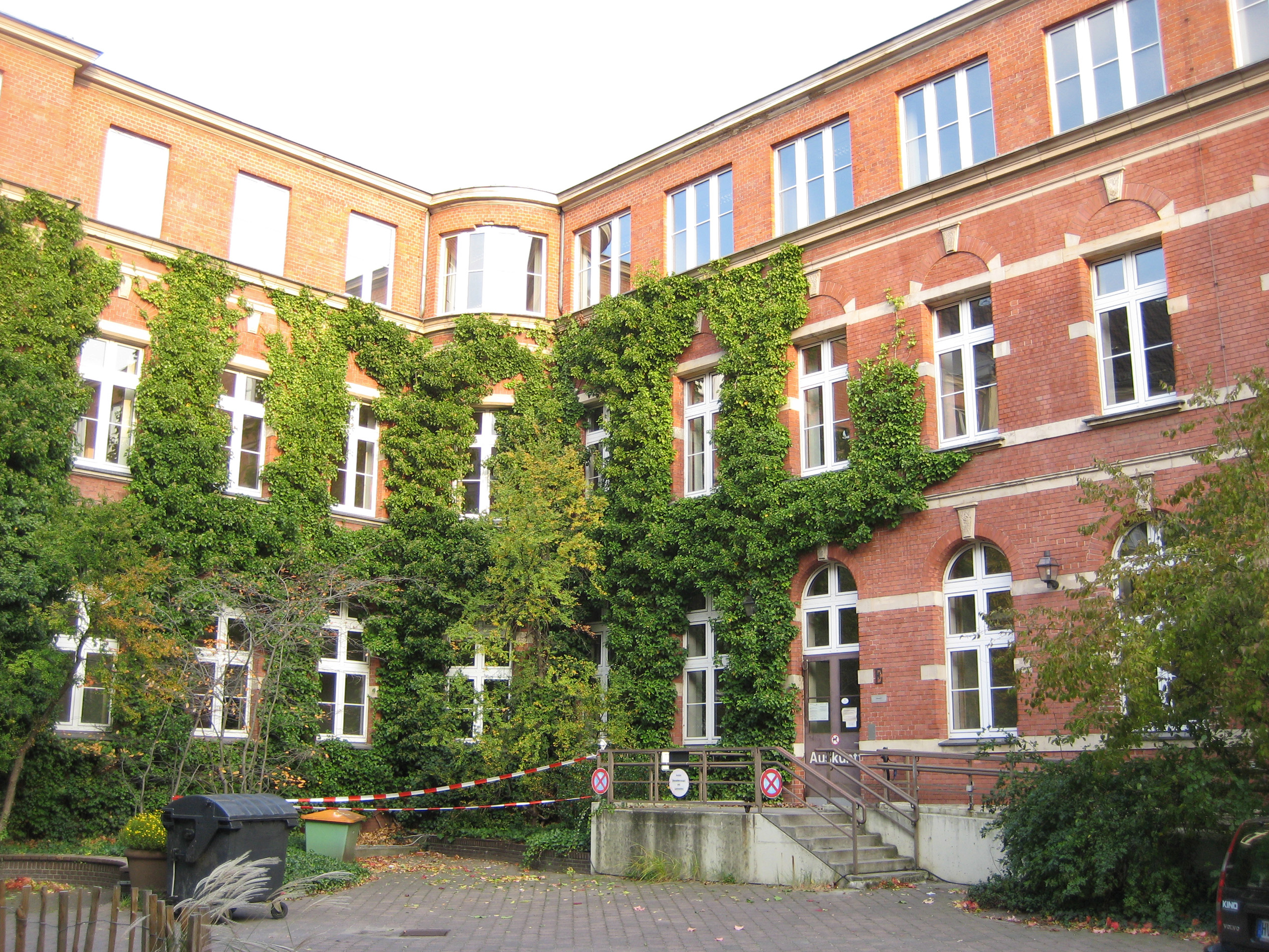
Ehemalige Hauptpost Spandau, Innenhof, 2011

Die Bezeichnung Hauptpostamt Spandau trifft auf zwei Gebäudekomplexe in Berlin-Spandau zu, die diese Aufgabe erfüllt haben. Das erste Gebäude ist das denkmalgeschützte Haus des Kaiserlichen Postamts Spandau, das zweite ist das mittlerweile abgebrochene Postamt 20.

## Geschichte
Von 1873 bis 1903 war Spandau eine Festungsstadt, der Name der Stadt wurde 1878 von Spandow in Spandau, der heutigen Bezeichnung, seit 1920 Teil des achten Bezirks von Berlin.
Im 19. Jahrhundert existierte die Post bereits an wechselnden Adressen. Das Kaiserliche Postfuhramt wurde 1867 in der damaligen Potsdamer Straße eröffnet. Mit der Reichsgründung 1871 und der damit verbundenen einheitlichen Postgestaltung unter Führung des Generalpostmeisters Heinrich Stephan konnte das Gelände des ehemaligen Posthalters Koerner von den Erben für 32.000 Taler durch die Postverwaltung erworben werden. Mit der wirtschaftlichen Entwicklung wuchs auch der Postbetrieb und das Gelände wurde durch Ankauf von weiteren Grundstücken ständig erweitert. In der Folge errichtete die Reichspost einen repräsentativen Neubau.

## Ehemaliges Kaiserliches Postamt
Das ehemalige Kaiserliche Post- und Telegraphenamt befindet sich in der Carl-Schurz-Straße in der Spandauer Altstadt. Das Gebäude wurde 1890 fertiggestellt und seitdem mehrfach umgebaut und erweitert. Post-, Fernsprech- und Paketpostamt fanden sich in dem Gebäudekomplex. Umbauten erfolgten in den Jahren 1908, 1920, 1929 und 1936 sowie 1980–1983.
Im Zweiten Weltkrieg wurde der Turmaufsatz des Postamtes zerstört und reduziert wieder repariert. Mit Ende des Krieges erfolgte die Wiederaufnahme des Post-Betriebes durch Weisungen der Alliierten, hier im britischen Sektor.
Die Nutzung als Postamt dauerte bis 1980, als das neue Postamt 20 die Aufgaben des alten Gebäudes übernahm.

## Weiternutzung

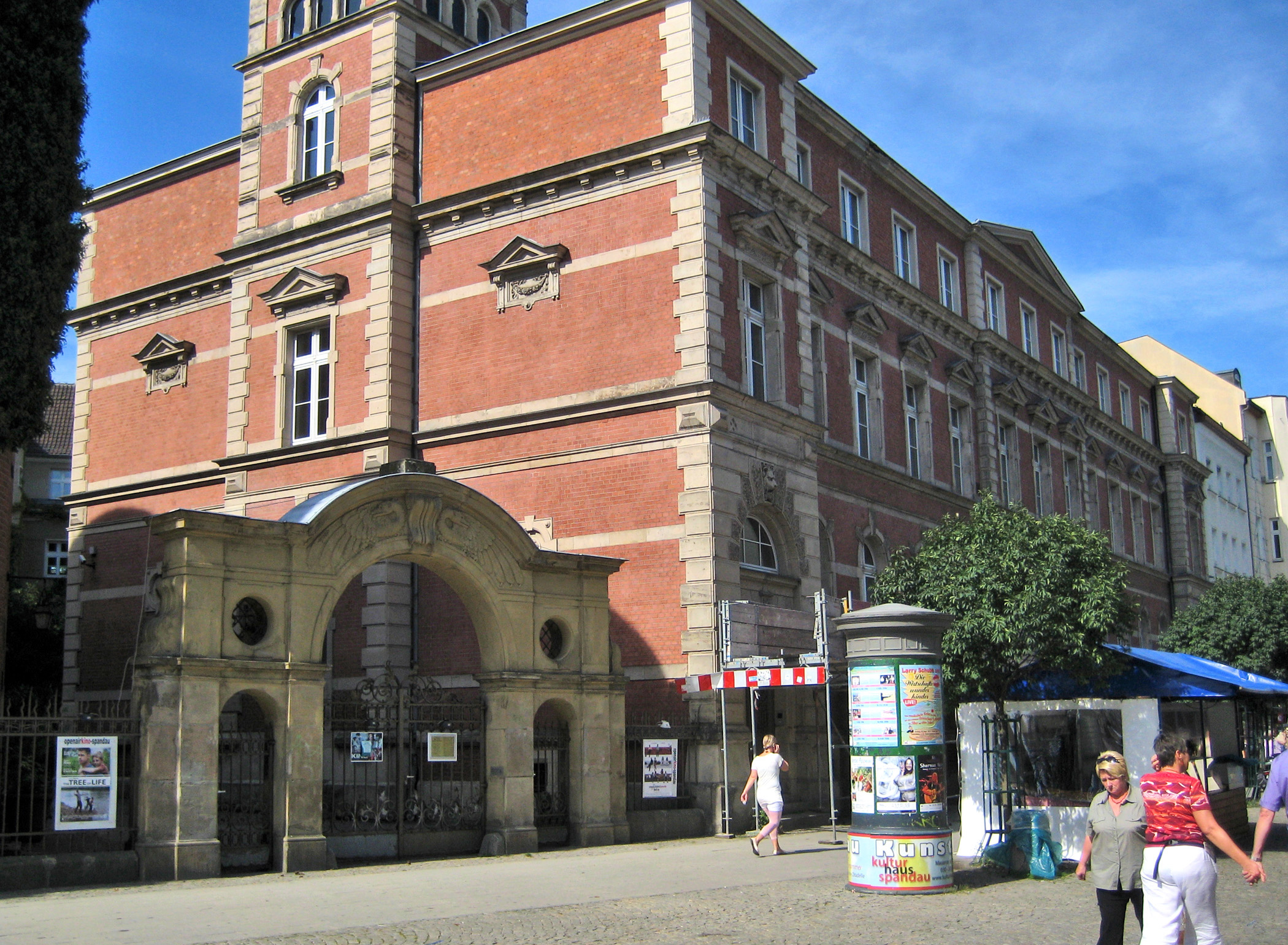
Heute Stadtbibliothek, 2010

Von 1983 bis 2011 wurde das Haus in der Carl-Schurz-Straße vom Gesundheitsamt genutzt. Danach stand es zunächst leer und wurde dann saniert. Seit 2016 wird es von der Volkshochschule Spandau genutzt.
Seit 1983 Haus der Gesundheit
Seit 1991 zog die Stadtbibliothek in das benachbarte alte Paketpostamt
Seit 2011 zogen Bereiche des Gesundheitsamtes in die Klosterstraße und seitdem Leerstand
Nach umfangreicher Sanierung des Gebäudes befindet sich seit 2016 in dem Gebäude die Harri-Reinert-Volkshochschule.

## Ehemaliges Postamt 20

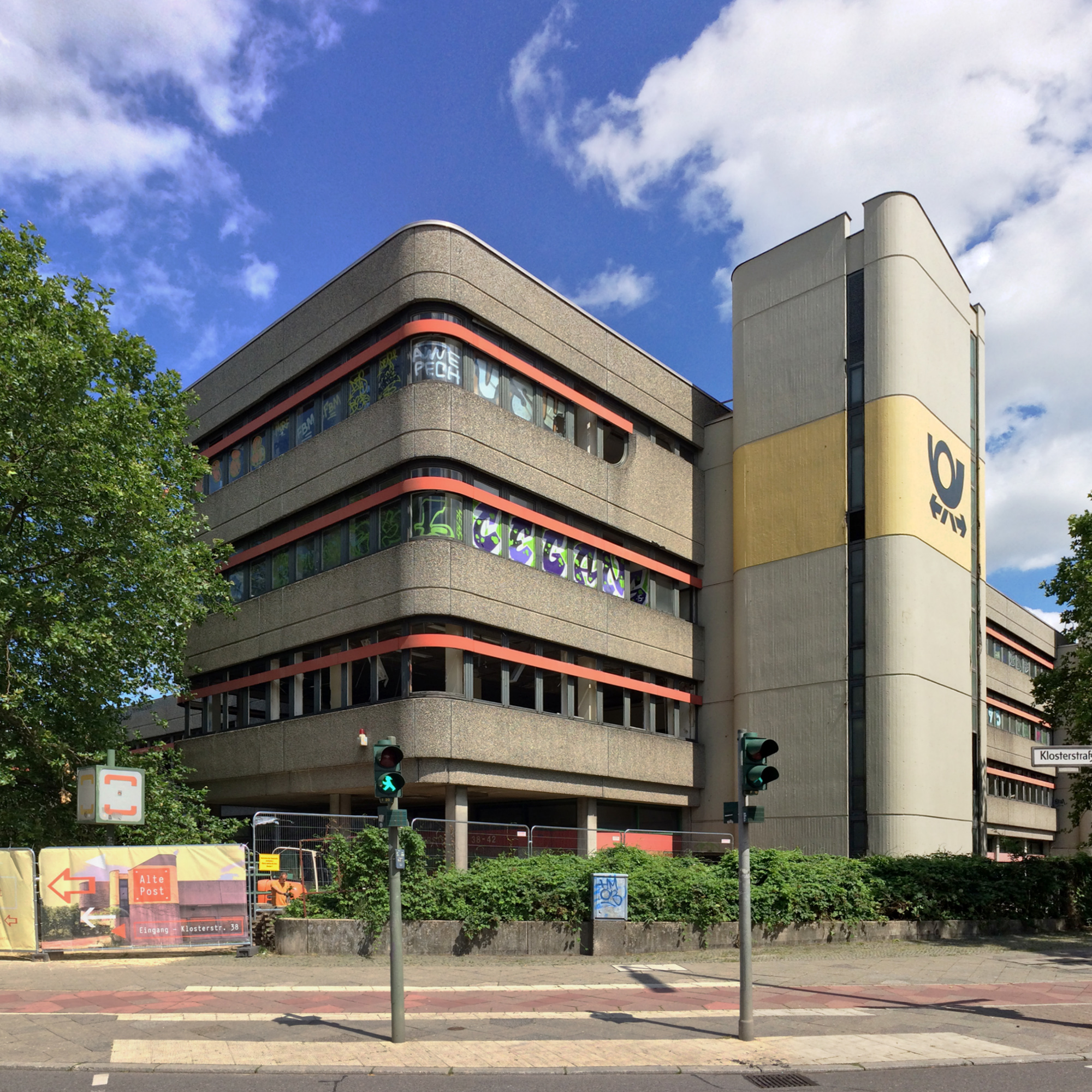
Ehemaliges Postamt 20, 2017

An der Ecke Klosterstraße/Ruhlebener Straße wurde in den 1970er Jahren ein neues Postamt gebaut.Ehem. Hauptpost Der Entwurf stammte von Alfons Gierhards, der in Berlin zahlreiche Bauten für die Post und das Fernmeldewesen geplant hat. Auf demselben Grundstück stand bereits eine Telefon-Vermittlungsstelle, die Gierhards bereits 1966 entworfen hatte. Ausgeführt wurde diese Vermittlungsstelle in den Jahren 1967–1968. Bau- und Planungszeit des Postamt 20 war 1975–1980. Der Betonskelettbau war mit Waschbetonelementen verkleidet und sehr auffällig. Dieses Gebäude wurde im Zeitraum von Oktober bis Dezember 2017 abgerissen. Noch 2016 an einen Planungsinvestor, Merz Objektbau GmbH und Fay Projects GmbH verkauft, soll dort ein Baukörper entstehen, der eine Nutzung für Hotel, Wohnen, Handel, Büro und Gastronomie vorsieht.

### Kunst am Bau

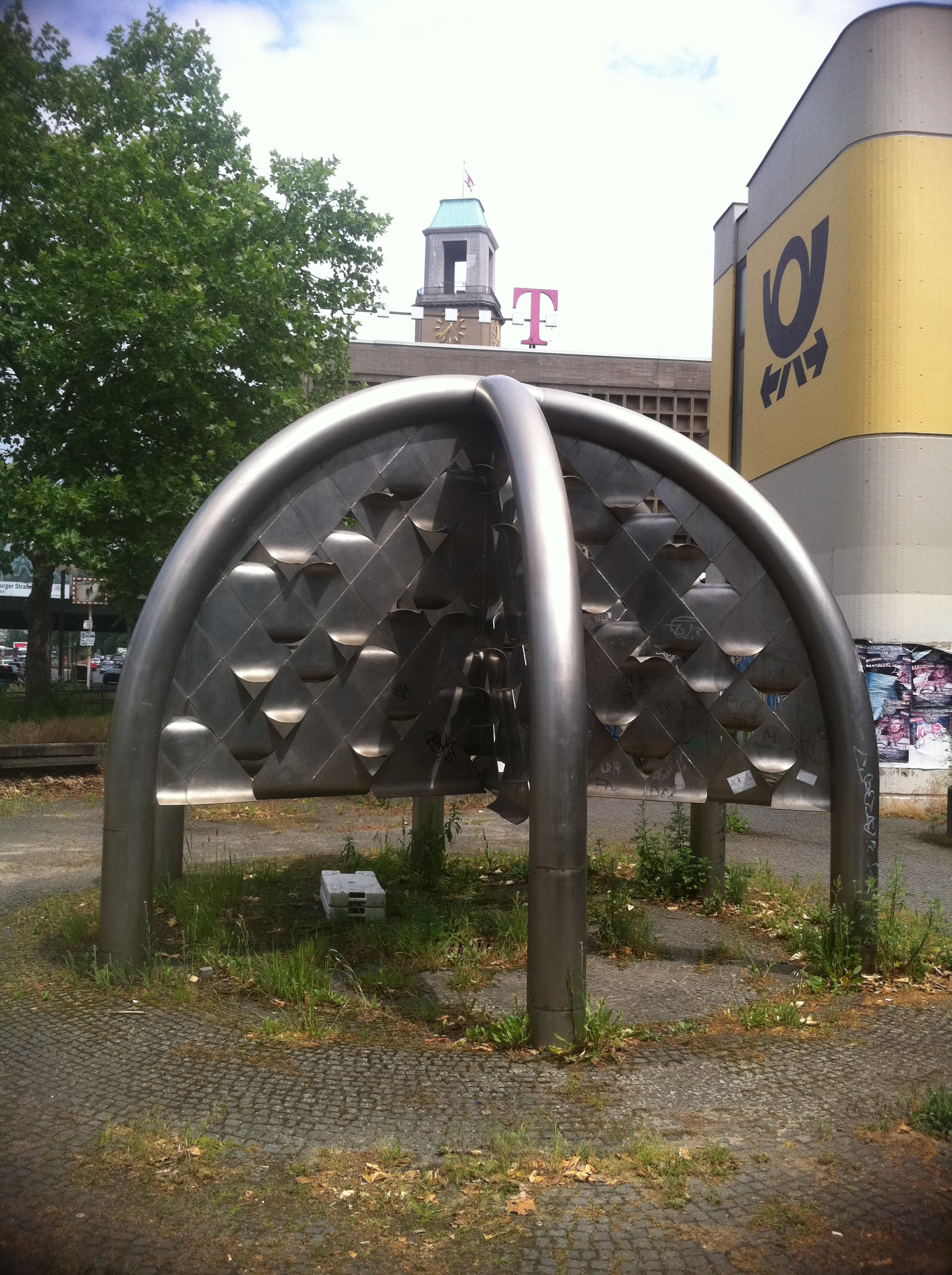
Skulptur Brunnen auf dem Grundstück der ehemaligen Post in Spandau, 2011

Vor der ehemaligen Hauptpost in der Klosterstraße 38 befand sich ab 1981 eine als Brunnen stilisierte Edelstahlskulptur der Künstlerin Ursula Sax. Nach dem Abriss des ehemaligen Postgebäudes soll auf dem Gelände ein Wohn- und Geschäftshaus errichtet werden. Die Skulptur wurde am 2. Juni 2023 abgebaut.